# Liliane Dévieux-Dehoux
Liliane Dévieux-Dehoux (Puerto Príncipe, 29 de diciembre de 1942-Montreal, 7 de enero de 2020) fue una periodista y poetisa haitiana establecida en Quebec.

## Trayectoria
Trabajó para Radio Canada desde 1976 y como investigadora en la Universidad de Montreal desde 1982.
Obtuvo el  Prix littéraire des Caraïbes en 1977.

## Obras
- L'Amour, oui. La Mort, non, 1976.